# 8ra Initiative
Die 8ra Initiative ist eine europäische Initiative, die auf den Aufbau einer offenen digitalen Infrastruktur in Europa ausgerichtet ist. Ein wesentliches Förderinstrument zur Umsetzung der 8ra Initiative ist das Important Project of Common European Interest on Next Generation Cloud Infrastructure and Services (IPCEI-CIS), ein von mehreren EU-Mitgliedstaaten getragenes staatliches Beihilfevorhaben. Das Hauptziel der 8ra Initiative ist die Schaffung eines Multi-Provider Cloud-Edge Continuum (MPCEC), einer vernetzten dezentralen Infrastruktur, die verschiedene Cloud- und Edge-Anbieter miteinander verknüpft.

## Hintergrund
Das IPCEI-CIS wurde unter deutscher Ratspräsidentschaft gegründet und im Jahr 2023 von der Europäischen Union beihilferechtlich genehmigt. Es bildet die rechtliche sowie finanzielle Grundlage für die Projekte, die im Rahmen des Fördervorhabens umgesetzt werden. Daran beteiligt sind rund 120 Partner aus Wirtschaft und Forschung aus den Mitgliedsstaaten Deutschland, Frankreich, Spanien, Italien, Niederlande, Belgien, Lettland, Polen, Luxemburg, Slowenien, Ungarn und Kroatien. Mit staatlichen Beihilfen in Höhe von 1,2 Milliarden Euro und zusätzlichen 1,4 Milliarden Euro an privaten Investitionen wird das Vorhaben als das bislang größte Open-Source-Projekt in der Europäischen Union bezeichnet. Es gibt vier technologische Arbeitsbereiche, die von der Bereitstellung der Ressourcen bis zu den Anwendungen reichen sowie übergreifende Arbeitsbereiche, die sich mit den Themen Sicherheit und Nachhaltigkeit beschäftigen.

## Multi-Provider Cloud-Edge Continuum
Das geplante Multi-Provider Cloud-Edge Continuum (MPCEC) wird als "eine nahtlose Integration zentraler Datenspeicher und dem Verfügbarmachen von Rechenleistung näher an den Datenquellen" beschrieben. Die Idee hinter dem MPCEC ist es, Cloud- und Edge-Computing in einer Infrastruktur zu verbinden, sodass Ressourcen und Anwendungen flexibel zwischen Cloud und Edge verteilt werden können. Durch den Einsatz offener Standards soll Interoperabilität zwischen unterschiedlichen Anbietern und Technologien ermöglicht werden.